# Kommunvapen i Liechtenstein
Ett galleri över Liechtensteins nuvarande kommunvapen. 

Balzers
Eschen
Gamprin
Mauren
Planken
Ruggell
Schaan
Schellenberg
Triesen
Triesenberg
Vaduz